# Gresham (Oregon)
Gresham ist eine Stadt im Multnomah County im US-Bundesstaat Oregon. Sie hat 114.247 Einwohner (Census 2020) auf einer Fläche von 57,6 km². Die Bevölkerungsdichte liegt bei 1.990 Einwohnern pro km². Gresham gehört zur Metropolregion Portland (Metropolitan Statistical Area Portland-Vancouver-Hillsboro), die über 2,4 Millionen Einwohner aufweist. In der Stadt findet jährlich das Mt. Hood Jazz Festival statt.

## Einwohnerentwicklung
Wie die folgende Tabelle zeigt, hat sich die Einwohnerzahl der Stadt von 1980 bis 2020 mehr als verdreifacht:
| Jahr | Einwohner¹ |
| ---- | ---------- |
| 1980 | 33.005     |
| 1990 | 68.235     |
| 2000 | 90.205     |
| 2010 | 105.595    |
| 2020 | 114.247    |

¹ 1980–2020: Volkszählungsergebnisse

## Demografie
Die bei der Volkszählung im Jahr 2020 ermittelten 114.247 Einwohner von Gresham, davon 50,6 % Frauen, lebten in 40.053 Haushalten, die durchschnittliche Haushaltsgröße lag bei 2,71 Personen.
Unter der Bevölkerung waren 78,8 % Weiße, 4,8 % Afroamerikaner, 1,3 % amerikanische Indianer, 4,6 % Asiaten und 0,8 % Pazifik-Insulaner; 6,1 % gaben die Zugehörigkeit zu mehreren Ethnien an.
Der Bevölkerungsanteil der Bewohner unter 18 Jahren lag bei 24,6 %, Personen von 65 Jahren oder älter hatten einen Anteil von 13,6 %.

## Städtepartnerschaften
Partnerstädte von Gresham sind Ebetsu in Japan, Owerri in Nigeria und Sokcho in Südkorea.

## Persönlichkeiten
- Randy Couture (* 1963), Kampfsportler und Schauspieler, unterhält ein Trainingscamp in Gresham
- Jason Reese (* 1988), Eishockeyspieler, wurde hier geboren
- Luke Winters (* 1997), Skirennläufer, wurde hier geboren